# Redbird Reef

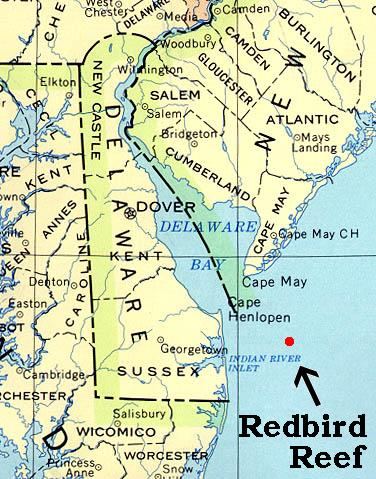
Lage des Redbird Reef

Das Redbird Reef ist ein künstliches Riff im Atlantischen Ozean vor der Küste vor Slaughter Beach, Delaware.
Das Riff entstand aus ausrangierten U-Bahn-Waggons der New Yorker Metro, die zwar mit Asbest verseucht sind (eine Gefahr, die als gering eingeschätzt wird), aber entkernt und ohne Fenster versenkt werden. Der erste Wagen ging 2001 ins Wasser; mittlerweile sind es mehr als 714, hinzu kommen 86 ausgemusterte Panzer, sowie 8 Schlepper (Schiffe) und weitere Fahrzeuge, darunter 2019 das Kreuzfahrtschiff American Glory.
Anfängliche Kritik von Umweltschützern konnte weitestgehend ausgeräumt werden. Die gute Entwicklung des Riffs hat es sowohl für Taucher interessant als auch für Fischer rentabel gemacht.